# Черновак (гмина)
Червонак (пол. Czerwonak) — сельская гмина (волость) в Польше, входит как административная единица в Познанский повет, Великопольское воеводство. Население — 24 777 человек (на 2008 год).

## Сельские округа
1. Анново
2. Болехово
3. Болехувко
4. Червонак
5. Дембогура
6. Козегловы
7. Мельно
8. Менково
9. Овиньска
10. Поташе
11. Промнице
12. Шляхенцин
13. Тшасково

## Прочие поселения
1. Кицин
2. Клины
3. Людвиково

## Соседние гмины
1. Гмина Мурована-Гослина
2. Гмина Победзиска
3. Гмина Сважендз
4. Гмина Сухы-Ляс
5. Познань